# Obrekljivec (sura)
Obrekljivec (arabsko Al-Humaza) je 104. sura (poglavje) v Koranu, ki jo sestavlja 9 ajatov (verzov). Je meška sura.
Med opravljanjem molitve (salata oz. namaza) pri tej suri verniki opravijo 1 ruku' (priklon).